# Циклинзависимая киназа 5
Циклинзависимая киназа 5 (англ. cyclin-dependent kinase 5, CDK5) - белок, входящий в семейство циклинзависимых киназ. Изначально была названа нейрональной CDK2-подобной киназой (NCLK) за сходство фосфорилирующих последовательностей. В комбинации с активатором также упоминалась в литературе как Тау-протеинкиназа II (TPKII). 
Недавно получены данные о важной роли CDK5 в сенсорных сигнальных путях, передаче болевых сигналов. CDK5 необходима для нормального развития мозга, участвует в процессах нейронального созревания и нейромиграции. Cdk5 взаимодействует с сигнальной цепочкой другого важного регулятора миграции нейронов, рилина, фосфорилируя его ключевой адаптерный белок, DAB1, и некоторые другие элементы рилинового каскада. 
Исследования говорят о том, что CDK5 может регулировать экспрессию NR2B-содержащих NMDA-рецепторов на синаптической мембране, тем самым оказывая влияние на синаптическую пластичность.
CDK5 фосфорилирует многофункциональный адаптерный белок DARPP-32 в позиции Thr75, участвуя в регулировке внутриклеточных реакций на дофаминовые сигналы.
Важные кофакторы, взаимодействующие с CDK5 - p39 и p35/p25.